# La La Love
La La Love är en musiksingel från den cypriotiska sångerskan Ivi Adamou. Låten är skriven av Alex Papaconstantinou, Björn Djupström, Alexandra Zakka och Viktor Svensson. Singeln släpptes den 3 februari 2012 till den nya "Euro Edition" versionen av Adamous debutalbum San Ena Oneiro. Den officiella musikvideon hade premiär den 17 mars.

## Eurovision
Efter att Ivi Adamou valts ut internt till att representera Cypern i Eurovision Song Contest 2012 i Baku i Azerbajdzjan hölls en nationell uttagningsfinal den 25 januari där en av tre låtar skulle väljas till att bli landets bidrag. Förutom "La La Love" framförde även Adamou låtarna "Call the Police" och "You Don't Belong Here". Efter en omröstning med 50% jury och 50% telefonröster stod det klart att "La La Love" skulle vara Cyperns bidrag. Adamou framförde låten i den första semifinalen den 22 maj. Där hade bidraget startnummer 12. Det tog sig vidare till finalen som hölls den 26 maj. Där hade bidraget startnummer 8 och efter att alla länder givit sina poäng så hamnade det på 16:e plats och med 65 poäng.
Efter den första semifinalen var låten den mest sålda låten i Sverige på Itunes av bidragen i den första semifinalen. Den 6 maj 2012 debuterade låten på plats 18 på Digilistan.

## Versioner
1. "La La Love" – 3:02[1]
2. "La La Love" (Karaokeversion) – 3:02[10]
3. "La La Love" (Arovia Remix Club Version) – 5:29[11][12]
4. "La La Love" (Arovia Remix Radio Edit) – 3:35[13]
5. "La La Love" (Rico Bernasconi Remix Edit) – 2:56[14]
6. "La La Love" (Rico Bernasconi Remix) – 5:07[14]

## Listplaceringar
| Lista (2012) | Topplacering |
| ------------ | ------------ |
| Belgien      | 82           |
| Grekland     | 2            |
| Ryssland     | 356          |
| Sverige      | 4            |